# Noemone
Nella mitologia greca,  Noemone  era il nome di vari personaggi presenti nella guerra di Troia.

## Il mito
Sotto tale nome ritroviamo:
- Noemone, guerriero della Licia. Odisseo guidato da Atena gli andò incontro durante una battaglia uccidendolo.
- Noemone, soldato pilio, amico di Antiloco. Menelao durante i giochi funebri per la morte di Patroclo gli consegnò una cavalla.
- Noemone, guerriero troiano che seguì Enea nel Lazio, dove venne ucciso da Turno nella guerra tra Troiani e Italici.

## Interpretazione e realtà storica
Atena non appare all'eroe, ma cambia il suo pensiero, impresa tipica degli dei nell'Iliade.

### Fonti
- Omero, Iliade V, versi 678, XXIII 612; Virgilio, Eneide, libro IX.

### Traduzione delle fonti
- Omero, Iliade, quinta edizione, Bergamo, BUR, 2005, ISBN 88-17-17273-1. Traduzione di Giovanni Cerri